# Nullosetigera
Nullosetigera is een geslacht van eenoogkreeftjes. De wetenschappelijke naam is voor het eerst geldig gepubliceerd in 1999 door Soh, Ohtsuka, Imabayashi en Suh. Ze introduceerden de naam als nomen novum voor de geslachtsnaam Phyllopus, die G.S. Brady in 1883 had geïntroduceerd. Phyllopus bleek reeds eerder in 1815 door Rafinesque gebruikt voor een geslacht van kreeftachtigen (namelijk Triops, waarvan die Phyllopus een junior synoniem is).  Soh et al. vervingen ook de naam van de familie Phyllopodidae door het nomen novum Nullosetigeridae. Nullosetigera is het enige geslacht uit die familie.

## Soorten
Er zijn anno 2015 tien soorten gekend:
- Nullosetigera aequalis (Sars, 1920)
- Nullosetigera auctiseta Soh, Ohtsuka, Imabayashi & Suh, 1999
- Nullosetigera bidentata (Brady, 1883)
- Nullosetigera giesbrechti (A. Scott, 1909)
- Nullosetigera helgae (Farran, 1908)
- Nullosetigera impar (Farran, 1908)
- Nullosetigera integer (Esterly, 1911)
- Nullosetigera mutata (Tanaka, 1964)
- Nullosetigera mutica (Sars, 1907)
- Nullosetigera turqueti (Quidor, 1906)